# Vught
Vught este o comună și o localitate în provincia Brabantul de Nord, Țările de Jos.

## Localități componente
Vught, Cromvoirt.